# Eau de ruissellement

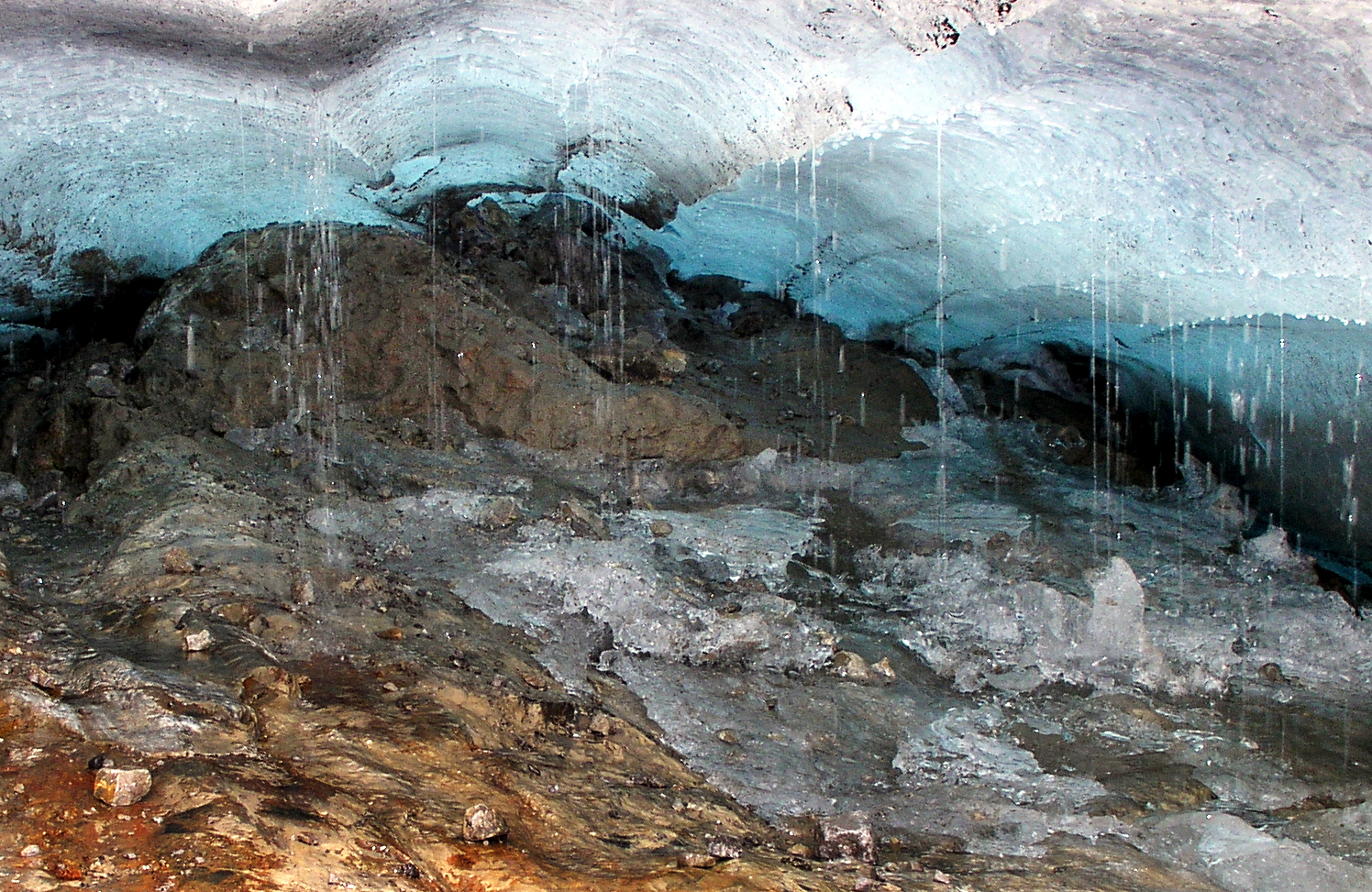
Ruissellement sous le glacier de Tsanfleuron, massif des Diablerets, Suisse.

Pour un article plus général, voir Ruissellement.
L'eau de ruissellement ou eau de ruissèlement, provenant de la pluie, de la fonte des neiges ou d'autres sources, s'écoule à la surface du sol et constitue une composante majeure du cycle de l'eau.
Le ruissellement qui se produit sur les surfaces avant d'atteindre un canal est également appelé « flux d'écoulement superficiel ». Une zone géographique qui produit des eaux de ruissellement convergeant vers un point commun (décharge) s'appelle un bassin versant.
Lorsque les eaux de ruissellement s'écoulent le long du sol, elles peuvent ramasser les contaminants du sol tels qu'hydrocarbures, pesticides ou engrais qui dès lors se déversent ou s'écoulent par voie de terre (dérive des pesticides).
L'urbanisation augmente le ruissellement de surface (ruissellement urbain), en créant des surfaces imperméabilisées telles que chaussées, bâtiments, entrées de garages qui n'autorisent pas la percolation de l'eau à travers le sol jusqu'aux aquifères. Le ruissellement est plutôt forcé et directement canalisé vers les cours d'eau, où l'érosion et l'envasement peuvent être des problèmes majeurs, même lorsque les inondations ne le sont pas. L'augmentation du ruissellement réduit la recharge des aquifères, abaissant ainsi la nappe phréatique (niveau piézométrique) et aggravant les sécheresses, dommageable en particulier pour les agriculteurs et les personnes qui dépendent des puits à eau.
La forêt joue un rôle important dans la régulation du ruissellement. La pluie est retenue par les feuilles et les branches et s'égoutte peu à peu, ou glisse des branches sur le tronc. Cette retenue partielle de l'eau amortit et régule l'arrivée au sol de l'eau.

## Eau de ruissellement agricole
De toute l'eau mise à disposition des cultures par les précipitations, une partie seulement peut être utilisée par la plante. Une partie de l'eau de pluie percole sous la zone racinaire des plantes et une partie de l'eau de pluie s'écoule sur la surface du sol en tant que ruissellement. Une partie des précipitations n'est donc pas « efficace ». La partie restante – dite efficace – est stockée dans la zone racinaire et peut être utilisée par les plantes. Parmi les facteurs qui influencent l'efficacité de la pluie, il y a le climat, la texture du sol, la structure du sol et la profondeur de la zone racinaire. Dans de nombreux pays, des formules ont été développées localement pour déterminer les précipitations efficaces. De telles formules prennent en compte des facteurs tels que fiabilité des précipitations, topographie, type de sol, etc..
Le ruissellement sur les cultures peut être cause d'érosion, de régression et dégradation des sols.
L'eau de ruissellement agricole se charge de sédiments, de nutriments, et de pesticides. L'eau est un des vecteurs de la dérive des pesticides. Le ruissellement agricole est une source majeure de pollution, parfois la seule source, dans de nombreux bassins versants. Le ruissellement des sédiments peut être contré par la culture en courbes de niveau, le paillis, la rotation culturale, la plantation de cultures vivaces, l'installation de zones ripariennes tampon.
La « collecte de l'eau de ruissellement » (en anglais « Water harvesting » - WH) consiste en la collecte des eaux de ruissellement à des fins productives. L'eau de ruissellement prélevée sur une terre non cultivée, est dirigée vers une zone cultivée. La collecte de l'eau de ruissellement (WH) peut être considérée comme une forme rudimentaire d'irrigation (dans certaines zones, on parle de culture de ruissellement - runoff farming). La différence est qu'avec WH, l'agriculteur (ou plus généralement l'agro-éleveur) n'a aucun contrôle sur le calendrier. Les eaux de ruissellement ne peuvent être récoltées qu'en cas de pluie.

## Eau de ruissellement urbain

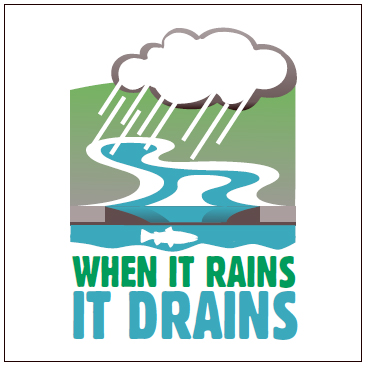
Signe d'alerte pour éviter de jeter les déchets dans les égouts pluviaux.

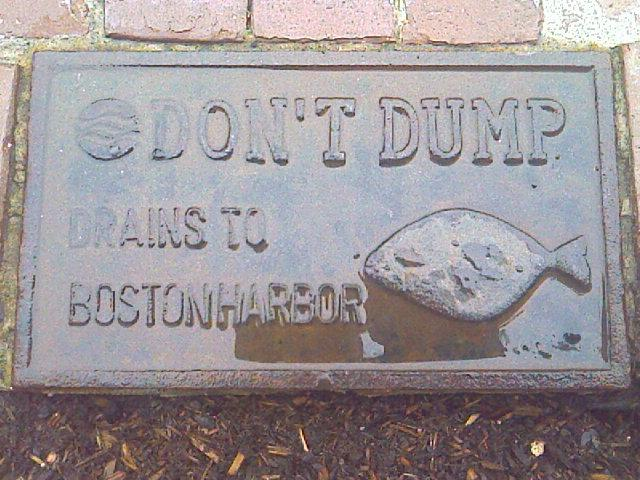
Affichage typique dans la chaussée à côté d'un égout pluvial à Boston, aux États-Unis.

L'eau de ruissellement urbain a tendance à emporter essence, huile moteur, métaux lourds, déchets et autres polluants provenant des routes et des stationnements, ainsi que des engrais et des pesticides provenant des pelouses. Les routes et parkings sont des sources majeures d'hydrocarbures aromatiques polycycliques (HAP), qui sont créés comme sous-produits de combustion de l'essence et autres combustibles fossiles, ainsi que des métaux lourds tels que nickel, cuivre, zinc, cadmium et plomb. L'écoulement du toit contribue à des niveaux élevés de composés organiques synthétiques et de zinc (à partir de gouttières galvanisées). L'utilisation d'engrais sur les pelouses résidentielles, les parcs et les terrains de golf est une source mesurable de nitrates et de phosphore dans les eaux de ruissellement urbaines lorsque l'engrais est mal appliqué ou lorsque le gazon est trop fertilisé,.
Un mégot jeté sur un trottoir à Paris, s'il a échappé aux balayeuses de voirie des agents de propreté urbaine, va finir dans le caniveau où certaines grilles réduiront fortement la concentration de déchets dans les eaux pluviales ou les rejets urbains de temps de pluie. Ces grilles laisseront passer malgré tout quantité de mégots dont le destin dépendra alors du type de réseau de drainage des eaux : le réseau unitaire d'assainissement achemine eaux domestiques et pluviales vers la même station d’épuration qui opèrent d’abord un dégrillage de l’eau pour évacuer tous les macrodéchets. Les mégots, ainsi que tous les autres détritus pêchés (résidus de plastique, cotons-tiges, etc.), finissent alors incinérés ou dans un centre d’enfouissement des déchets. Les choses se compliquent en cas de grosse averse, le surplus (first flush) est stocké dans des cuves qui une fois saturées déversent le trop-plein directement dans la Seine. Le réseau séparatif, quant à lui, draine les eaux domestiques et les eaux pluviales via des canaux distincts (dans les nouveaux quartiers ou les extensions de centres-villes très récents) - seules les eaux domestiques sont soumises au traitement en station d’épuration, les eaux de pluie – chargées des détritus amassés – sont déversées dans la Seine sans être traitées. Une fois que les mégots plongent dans un cours d’eau, aucun filtre n’entrave leur course jusqu'à l’océan. L’Institut national de l'environnement industriel et des risques classe le mégot de cigarette comme « déchets dangereux » toxique pour les micro-organismes aquatiques (bactéries, micro-crustacés, micro-algues) et les poissons.
Les eaux au contact avec une voirie rendue brûlante par le soleil s'échauffent et se déversant dans la rivière, réduisent l'oxygène dissous du cours d'eau, rendant difficile la vie dans les écosystèmes aquatiques.
D'après un récent article du Seattle Times de 2008 : « Alors que les zones urbaines ne couvrent que 3% des États-Unis, on estime que leur ruissellement est la principale source de pollution dans 13% des rivières, 18% des lacs et 32% des estuaires ».

## Eaux de ruissellement industrielles

### Sites industriels

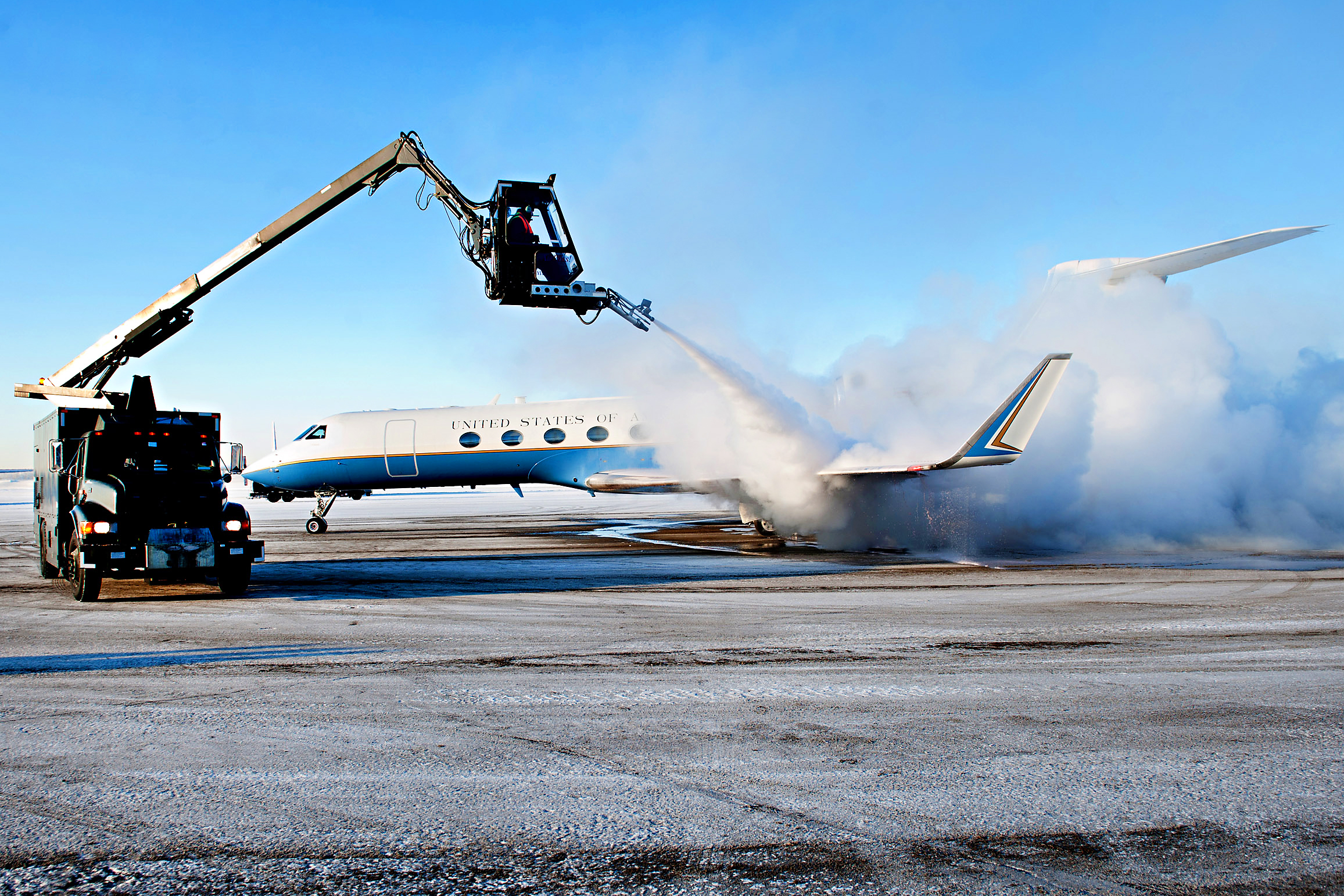
Le dégivrage des aéronefs peut occasionner une pollution par ruissellement qui doit être encadrée.

Les eaux de ruissellement provenant de sites industriels dépendent des matières exposées sur le site. Dans un programme d'échantillonnage en Caroline du Nord, l'analyse des échantillons prélevés au cours des 30 premières minutes de ruissellement (first flush) a indiqué que le zinc et le cuivre étaient les plus communs des huit métaux mesurés dans les eaux de ruissellement provenant des 20 sites industriels surveillés. Dix composés organiques volatils, organiques semi-volatils ou pesticides ont été trouvés sur huit sites différents, le plus courant étant le chlorure de méthylène (trois sites). Les polluants classiques tels que nutriments et solides ont été mesurés à des niveaux variables sur chaque site, mais étaient généralement les plus élevés lorsqu'une quantité importante de déchets biologiques ou de sols exposés était présente.

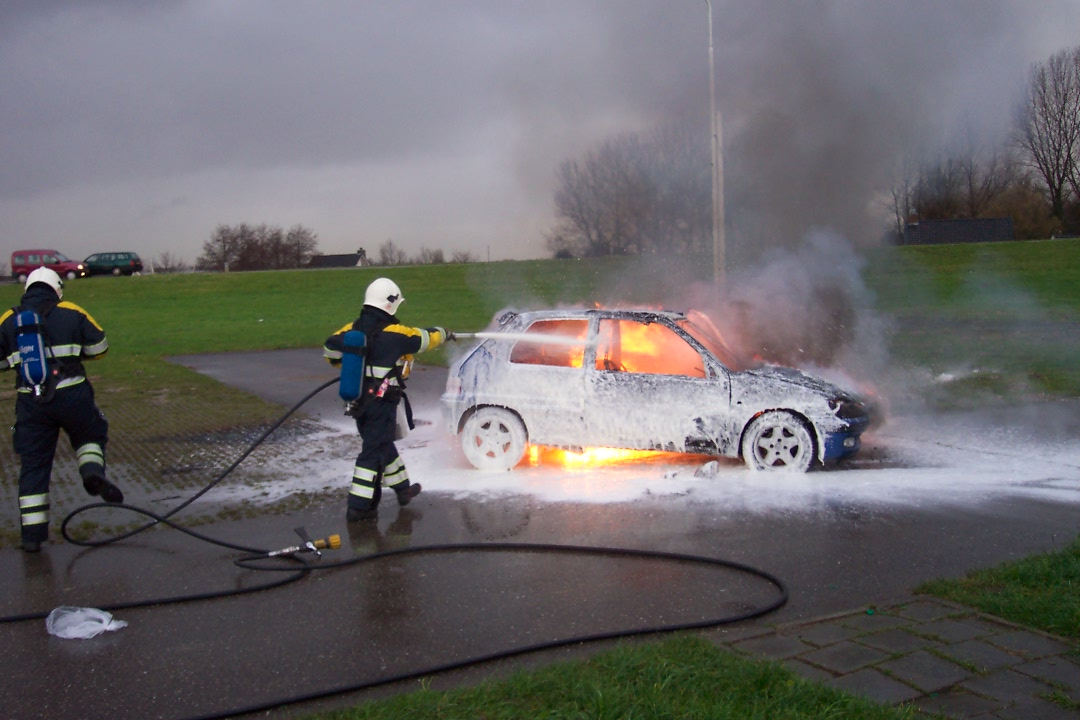
Pompiers en formation à la lutte contre les incendies avec de la mousse contenant des PFAS.

### Mousse anti-incendie
L'utilisation de mousse anti-incendie contenant des PFAS peut provoquer une pollution de l'environnement par ruissellement.
À Korsør (Danemark), un centre de formation à la lutte contre les incendies a contaminé des terres agricoles et du bétail avec du PFOS et du PFHxS,,. 
En Suède, à Ronneby, les mousses anti-incendie d'un aéroport militaire ont contaminé l'eau potable et le sang des riverains avec plusieurs PFAS,.
En Belgique en 2021, un rapport (datant de 2018) sur la pollution de l'eau potable par des PFAS sur la base aérienne de Chièvres en 2017 est divulgué par le PTB au Parlement wallon. À la suite de tests de dépistage du PFOS et du PFOA par l'armée américaine, des taux dépassant la norme de l'Agence de protection de l'environnement des États-Unis (EPA) ont été relevés. Les résultats des tests sont partagés avec la Société wallonne des eaux (SWDE) qui confirme que l'eau est considérée comme potable d'après les normes belges (qui ne comprennent pas à ce moment-là de norme concernant les PFAS),. Malgré l'avis positif de la SWDE, de l'eau en bouteille est mise à disposition des soldats, mais la population de Chièvres n'est pas avertie,.